# Königshufen
Königshufen war bis zur Eingliederung Klingewaldes der nördlichste Stadtteil von Görlitz und wird deshalb oft noch umgangssprachlich als „Nord“ bezeichnet.

## Geschichte
Der Name Königshufen ist eine Bezeichnung einer Flächeneinheit, die in diesem Fall 180 Morgen umfasst. Die sogenannten acht Königshufen, dies waren acht Flurgrundstücke nördlich der Heiligen-Grab-Straße, umfassen auch das heutige Gebiet des Stadtteils. Die acht Königshufen reichten von der heutigen Nieskyer Straße bis hinunter zur Neiße. Die ersten vier Königshufen sind auf der Karte im Bild mit den römischen Ziffern I bis IV beschriftet. Sie umfassen jeweils zwischen 47,6 und 48,6 Hektar bei einer Grundstücksbreite zwischen 230 und 260 Metern. Eine Besonderheit dieser einstigen Ackerflächen ist, dass sich der dazugehörige Wirtschaftshof nicht immer auf dem Grundstück befand. So gehörte die erste Königshufe zum Jäkelschen Vorwerk (einst Heilige-Grab-Straße 60/61), die zweite zum Vorwerk am Jugendbrunnen (einst Heilige-Grab-Straße 42), die dritte zu Schusters Vorwerk (einst Heilige-Grab-Straße 58/59) und die vierte zum Vorwerk am Kirchhofe.
Die aus Häusern mit Vorgärten bestehende Siedlung Königshufen entstand ab 1939. Zu Zeiten der DDR wurde der Stadtteil um ein hauptsächlich aus Plattenbauten bestehendes Neubaugebiet ergänzt, welches zur Zeit seiner Erbauung den übrigen Wohngegenden in Görlitz weit voraus war. Während viele Gebäude in der Görlitzer Altstadt verkamen, wurden mehrere Neubauviertel in Plattenbauweise am Stadtrand errichtet, zuerst in Weinhübel an der südlichen, später forciert an der nördlichen Peripherie, wo in Königshufen zwischen 1978 und 1987 ca. 6000 Plattenbauwohnungen nebst Versorgungseinrichtungen entstanden. Zum Einsatz kam vor allem der Plattenbautyp WBS 70. Vorteile neben der Zentralheizung und fließend Wasser waren die niedrigen Mieten von z. B. 60 Mark für eine rund 60 m² große Zweiraumwohnung.
Immer mehr Blöcke kamen Mitte der 1980er Jahre hinzu und Königshufen wurde zu einem der dichtestbesiedelten Stadtteile von Görlitz. Wegen des vorhandenen Bedarfs wurden mehreren Kinderkrippen, Kindergärten und Spielplätze eingerichtet. 1986 bekam Königshufen eine Anbindung an das Görlitzer Straßenbahnnetz.
Nach der Wende (1989/90) kam es aufgrund steigender Arbeitslosigkeit zu einer starken Abwanderung von Einwohnern aus Görlitz und insbesondere aus den nunmehr als weniger attraktiv empfundenen Neubauvierteln. Ehemals überfüllte Kindergärten und Schulen mussten im Laufe der Zeit wegen Kindermangels schließen.

## Königshufen heute
Der Stadtteil soll im Rahmen einer Stadtteilsanierung neu gestaltet werden. Neben optisch ansprechender gestalteten Plattenbauten sollen Ein- bzw. Mehrfamilienhäuser entstehen. Einige der alten Plattenbauten sind bereits abgerissen worden, um Platz für großangelegte Grünflächen zu schaffen. Auch erhalten einige Plattenbauten Fahrstühle, um sie auch für ältere Bewohner wieder attraktiv zu machen.
Aufgrund von saniertem Wohnraum in der Innen- und Altstadt und einem Projekt der Stadt Görlitz, welches Bewohner dazu animieren soll, in die Innenstadt zu ziehen, gibt es in Königshufen einen Bevölkerungsrückgang. Positiv zu erwähnen sind der Umbau der Scultetus-Mittelschule auf dem Boulevard zur behindertengerechten Ganztagsschule oder die Körperbehinderten-Wohngemeinschaft G 22 unweit der Siedlung Königshufen.
An den Stadtteil grenzt ein großes Gewerbegebiet mit vielen Einkaufsmöglichkeiten und Serviceangeboten. Zentral gelegen befindet sich die Kö-Passage.

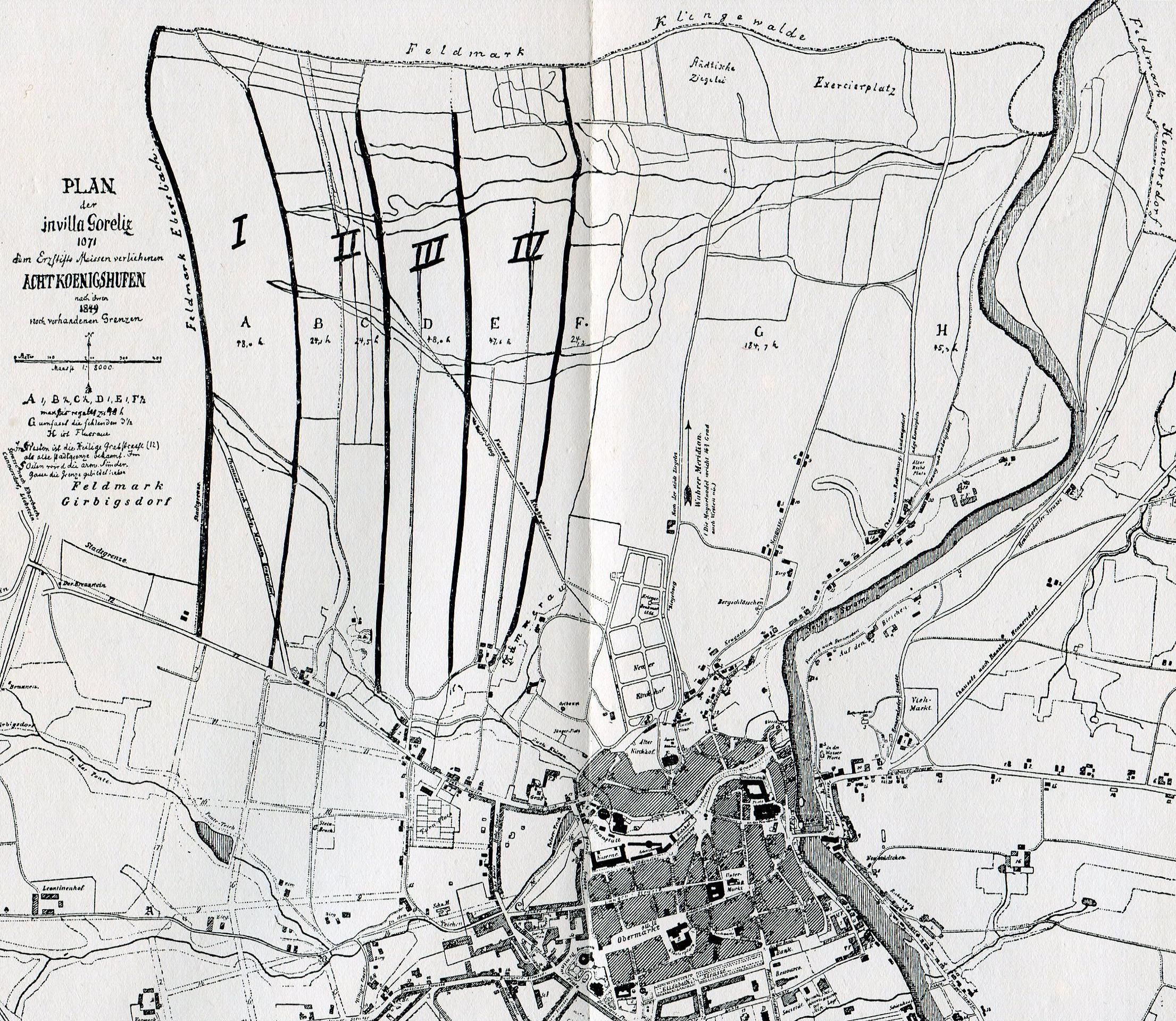
Der Name rührt von den acht Königshufen
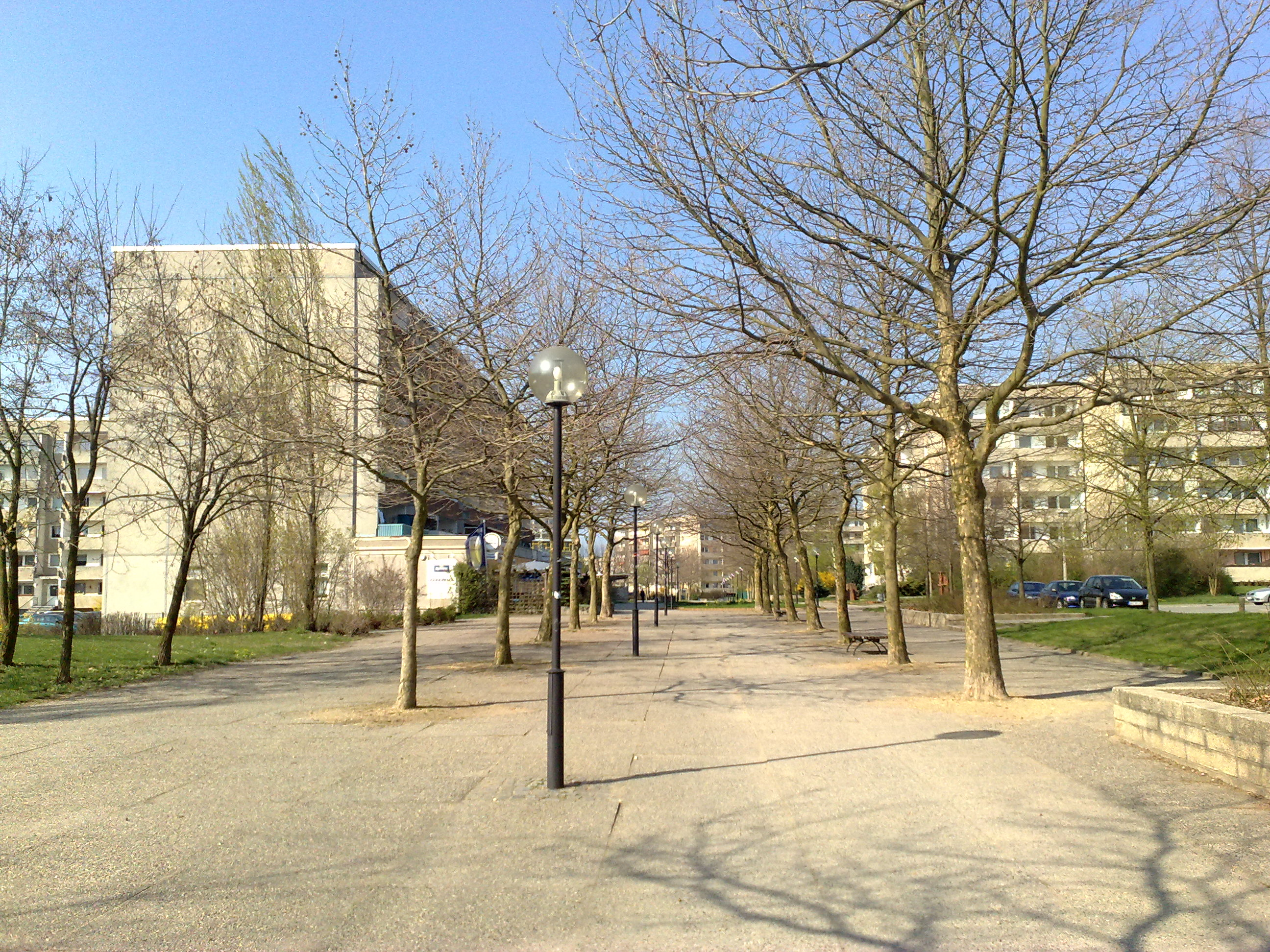
Der Boulevard in Königshufen sollte eine belebte Fußgängerzone werden.
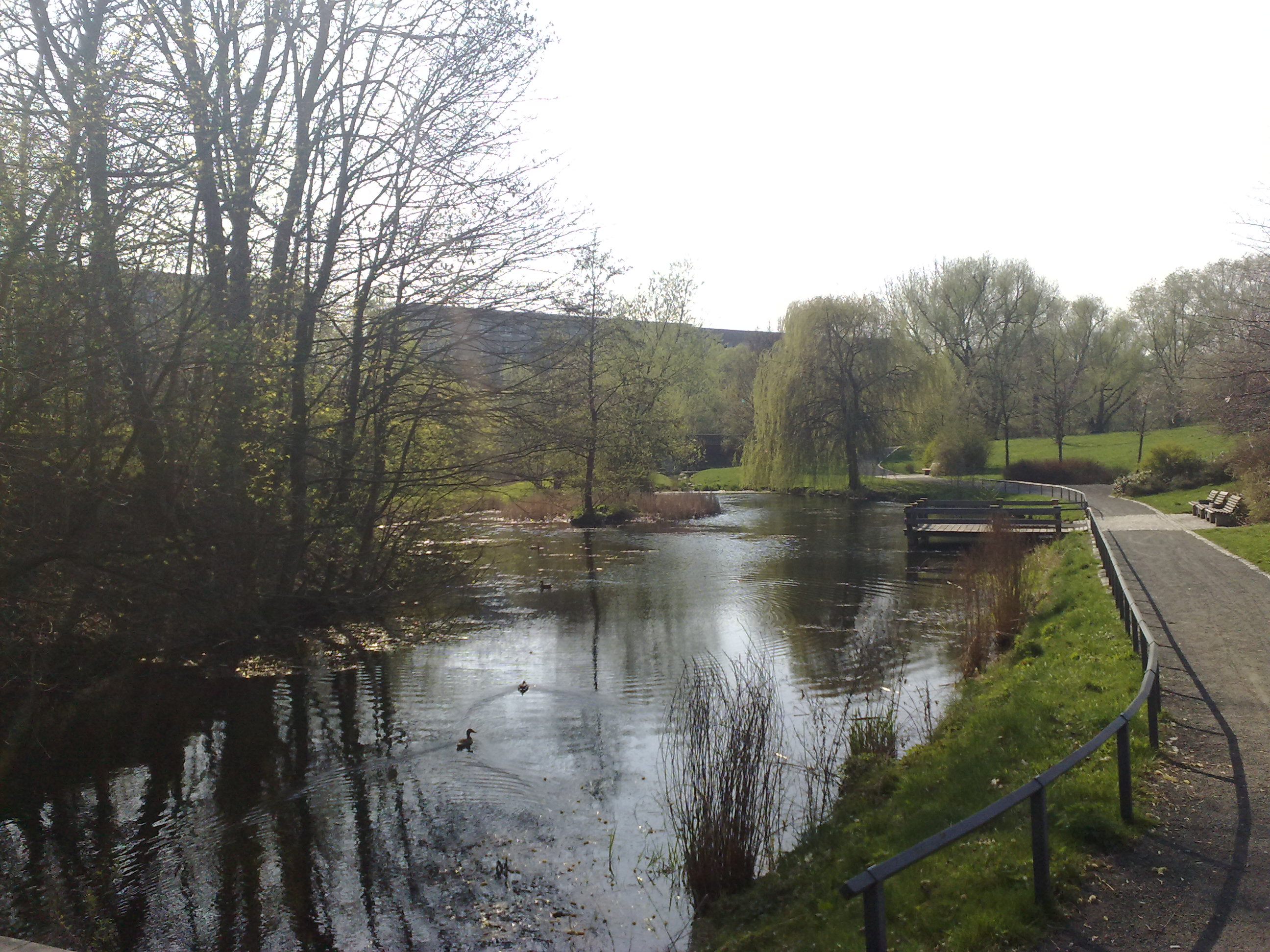
Grünanlage und Ententeich im Süden Königshufens
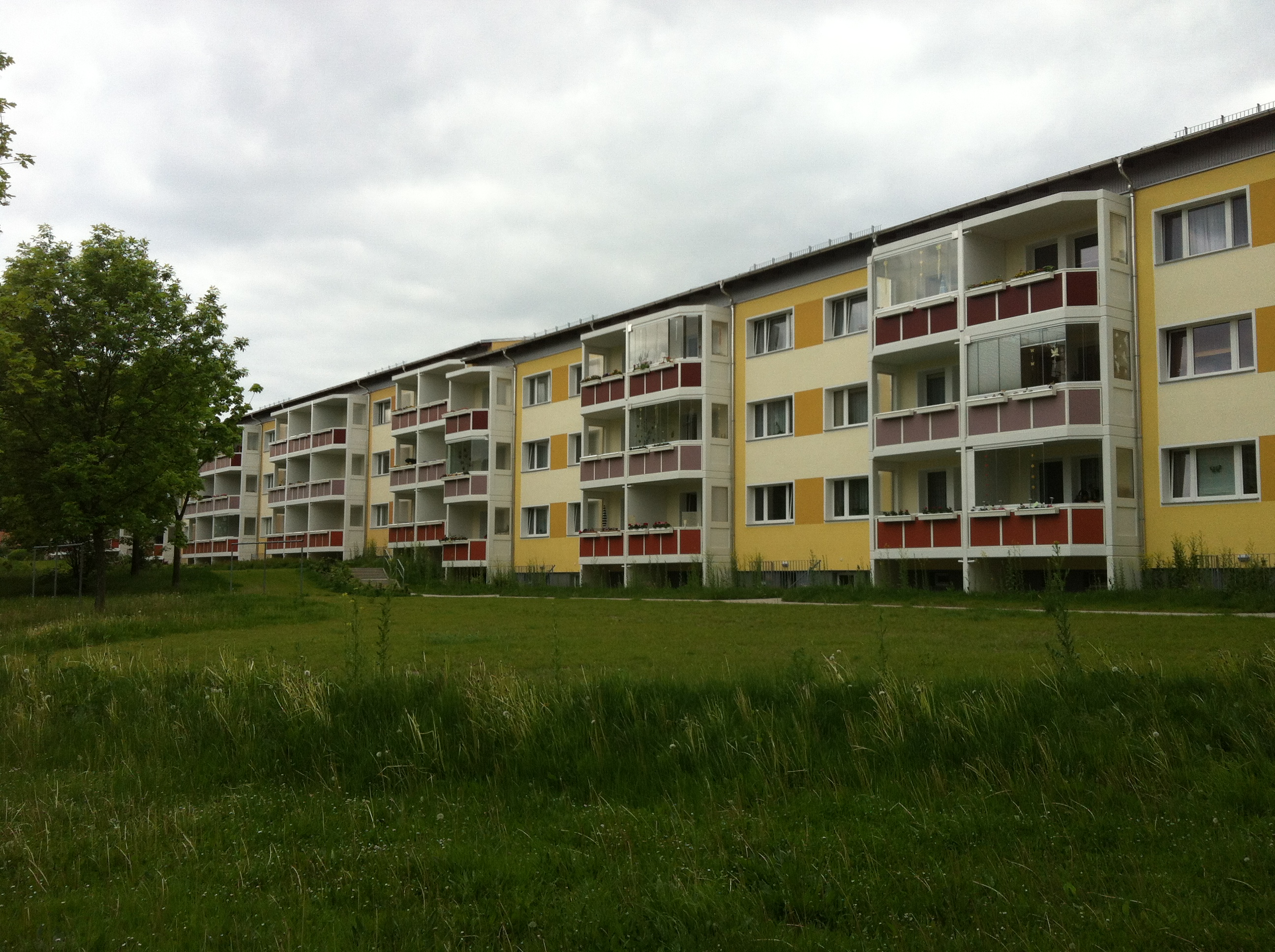
Zurückgebaute und sanierte IW-64-Häuser am Nordring
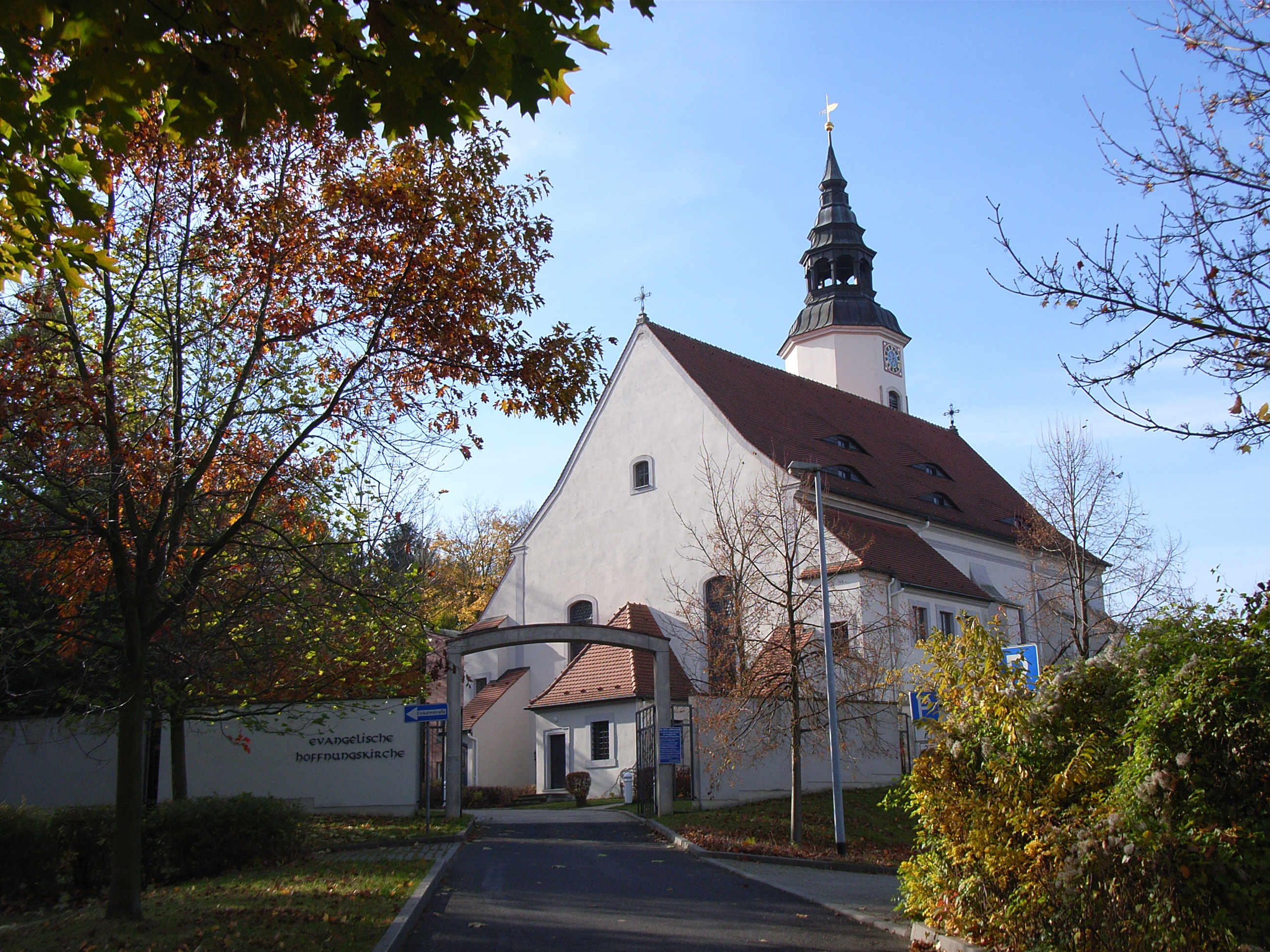
Die Hoffnungskirche

## Sehenswürdigkeiten
- Alter und neuer Friedhof
- Hoffnungskirche: das 1998 geweihte Gotteshaus stand ursprünglich in Deutsch-Ossig, wo es 1988 dem Braunkohletagebau weichen musste, abgetragen und in Königshufen unter Verwendung originaler Bauteile neu aufgebaut wurde.

## Verkehr
Öffentliche Verkehrsmittel der Görlitzer Verkehrsbetriebe:
- Straßenbahnlinie 1 (bis Weinhübel)
- Straßenbahnlinie 2 (bis Landeskrone)
- Rufbuslinie C (bis Demianiplatz)

Mit dem Fahrplanwechsel Mitte 2008 entfiel die Busverbindung im Abendverkehr nach Rauschwalde sowie der „Schlenker“ der Buslinie C von Klingewalde über Königshufen weiter in die Innenstadt.
Die Bundesstraße 6 tangiert den nördlichen Stadtteil und vereint sich in Richtung Norden mit der Bundesstraße 115 und Bundesstraße 99 bis zur Autobahnauffahrt „Görlitz“. In Richtung Süden, in die Görlitzer Innenstadt bzw. in den Südosten des Landkreises Görlitz führt die Bundesstraße 99.